# Ян Олесницкий из Бохотницы
Ян Бохотницкий, он же Ян из Бохотницы, Ян Олесницкий (пол. Jan Bochotnicki, Jan z Bochotnicy, Jan Oleśnicki; около 1480—1532) — польский политик и дипломат, член Радомского сейма в 1505 году, староста малогощский (1505), каштелян малогощский (1506—1512), староста хелмский (1506)-1510), каштелян сондецкий (с 1512), каштелян вислицкий (с 1515), воевода люблинский (1519—1532).

## Биография
Представитель польского дворянского рода Олесницких герба «Дембно». Сын старосты мушинского и тенуратия любовльского Яна Олесницкого (ум. до 1482) и Катажины, урожденной Збонской из Курува. Внук маршалка великого коронного и воеводы сандомирского Ян Гловача Олесницкого (ок. 1400—1460). Катажина Збонская, мать Яна, до замужества прославилась организацией разбойных нападений в Бохотнице на купцов и слуг арендатора старосты казимежского. Ян унаследовал замок в Бохотнице от своей матери и по этой причине вместо своей фамилии постоянно использовал фамилию Бохотницкий. У него также было две сестры, Анна (она вышла замуж за воеводу бжесць-куявского в 1500—1510 годах Николая Косцелецкого, её вторым мужем был Сецей Гродзецкий) и Катажина (она стала женой Анджея Шамотульского, воеводы познанского в 1501—1511 годах).
Он женился дважды. Его первой женой была Анна Дунин из Правковиц и Уязда (умерла в 1520), второй — Анна Гербурт (дочь Петра Гербурта (1485—1532). Оба брака были бездетными.

## Поместье

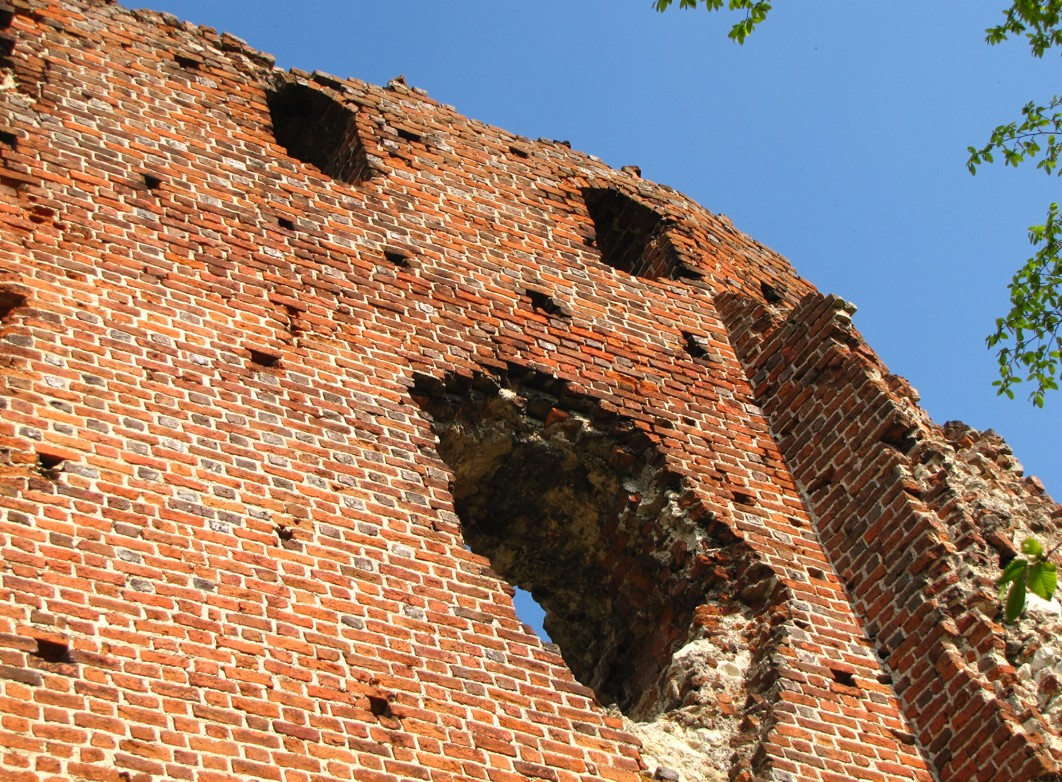
Руины передней стены замка в Бохотнице

Ян унаследовал от своего отца часть состояния семьи Олесницких, разделенного в 1466 году между четырьмя сыновьями Яна Гловача. Это кирпичный дом на замковой площади в Кракове с конюшней, деревни Уязд, Звола, Куявки, Уяздек, части в Мыдлове и Стшижовицах, Бодушув, Лопатно, Лопачёнка, Выгелзов, Вежбка, Дзевёнтле, Грызикамень, Унешувка, Бжезинки, Залдув, Ленартовице, Иваниска и Высокие горы. От матери он принял часть имения Бочотники с деревнями Сток и Вержхонюв. После смерти своих дядей Збигнева и Анджея он получил часть их имения: имение Пиньчув, Олесницу с несколькими деревнями, отделившимися в 1466 году от имения Олесница, перешедшего к его отцу, а также город Камёнка с деревнями Длотлица, Дыс, Рудка, Сточек, Насутув, Домбровка, Воля Седлиска и Седлиска. В 1521 году он пожизненно арендовал два дома на Замковой площади в Кракове у своего двоюродного брата, епископа познанского Станислава Олесницкого.
Работа Бохотницкого также заключалась в реконструкции замка в Бохотнице в стиле ренессанс. На этом этапе были построены трехэтажные южные крылья, жилая часть, въездные ворота с запада (дорога вела по дну оврага, а не по склону холма, как сегодня) и подъемный мост.

## Политическая карьера

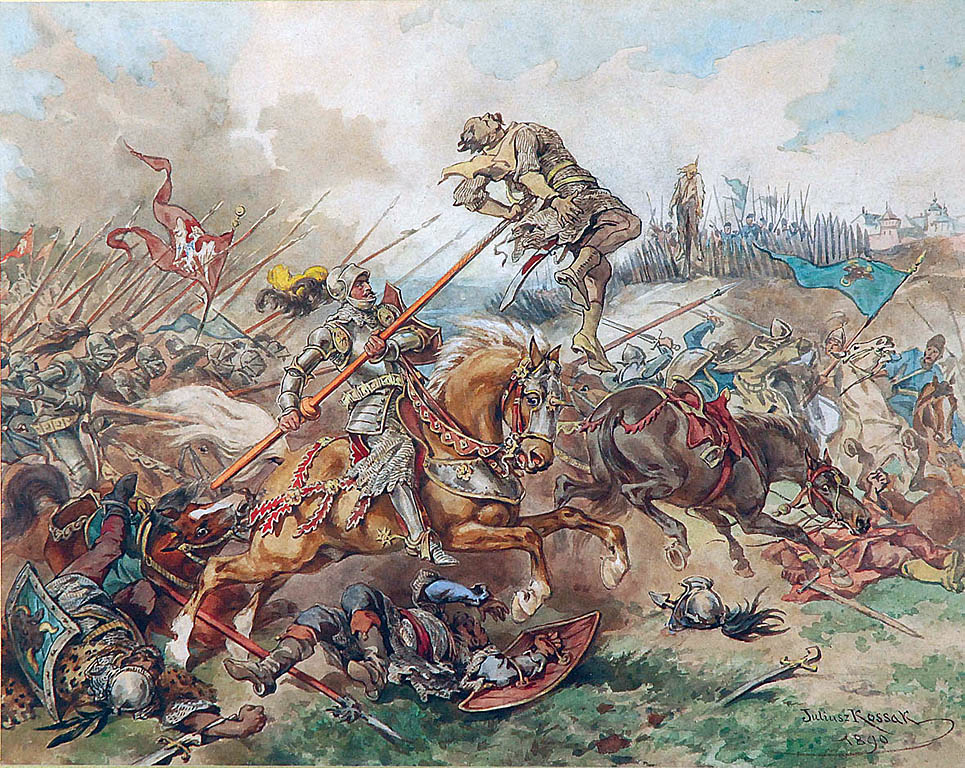
Херувим Гневош в битве при Сучаве в 1497 году, акварель Юлиуша Коссака.

В 1485 году Ян Олесницкий стал придворным короля Казимира IV Ягеллончика. Принимал участие в Молдавской экспедиции Яна I Ольбрахта в 1497 году; 28 сентября в лагере под Сучавой он получил от короля документ о даровании ему имения его дяди Феликса Пиньчувского, конфискованного за неотправку ополчения. В 1498 году король назначил Яна Олесницкого сборщиком налогов, и эту должность он занимал следующие несколько лет.
В 1501 году вместе с Яном Пилецким он участвовал в посольстве к королю Франции, а затем вместе с Николаем Каменецким в дипломатической миссии в Валахии. После смерти Яна Ольбрахта Ян Олесницкий (Бохотницкий) поддержал избрание на польский трон его младшего брата Александра Ягеллончика и стал одним из его ближайших соратников. В 1502 году он стал постоянным посланником Сандомира на собраниях великопольского дворянства в Коло. Во время своего первого участия в этом собрании он был избран посланником к королю и литовским панам по поводу продолжающейся войны с Москвой и обязан предложить королю добиваться заключения мира или перемирия, что вскоре стало фактом. Следующей дипломатической миссией Яна стала поездка в Пруссию во второй половине августа 1502 года, главной целью которой было подготовить почву для запланированной туда миссии Кшеслава Курозвенцкого (Бохотницкого приветствовал при дворе епископ Вармии Лукаш Ватценроде). В конечном итоге миссия была изменена на официальную миссию, касающуюся определения доли прусских лордов в налогах и их военной помощи, а также принятия мер в связи с позицией императора Максимилиана I Габсбурга в отношении Данцига. В отдельной миссии к епископу Вармии Ян Олесницкий должен был обсудить интриги великого магистра Тевтонского ордена Фридриха Веттина в Священной Римской империи и Риме, а также взять кредиты у епископа и прусских городов.

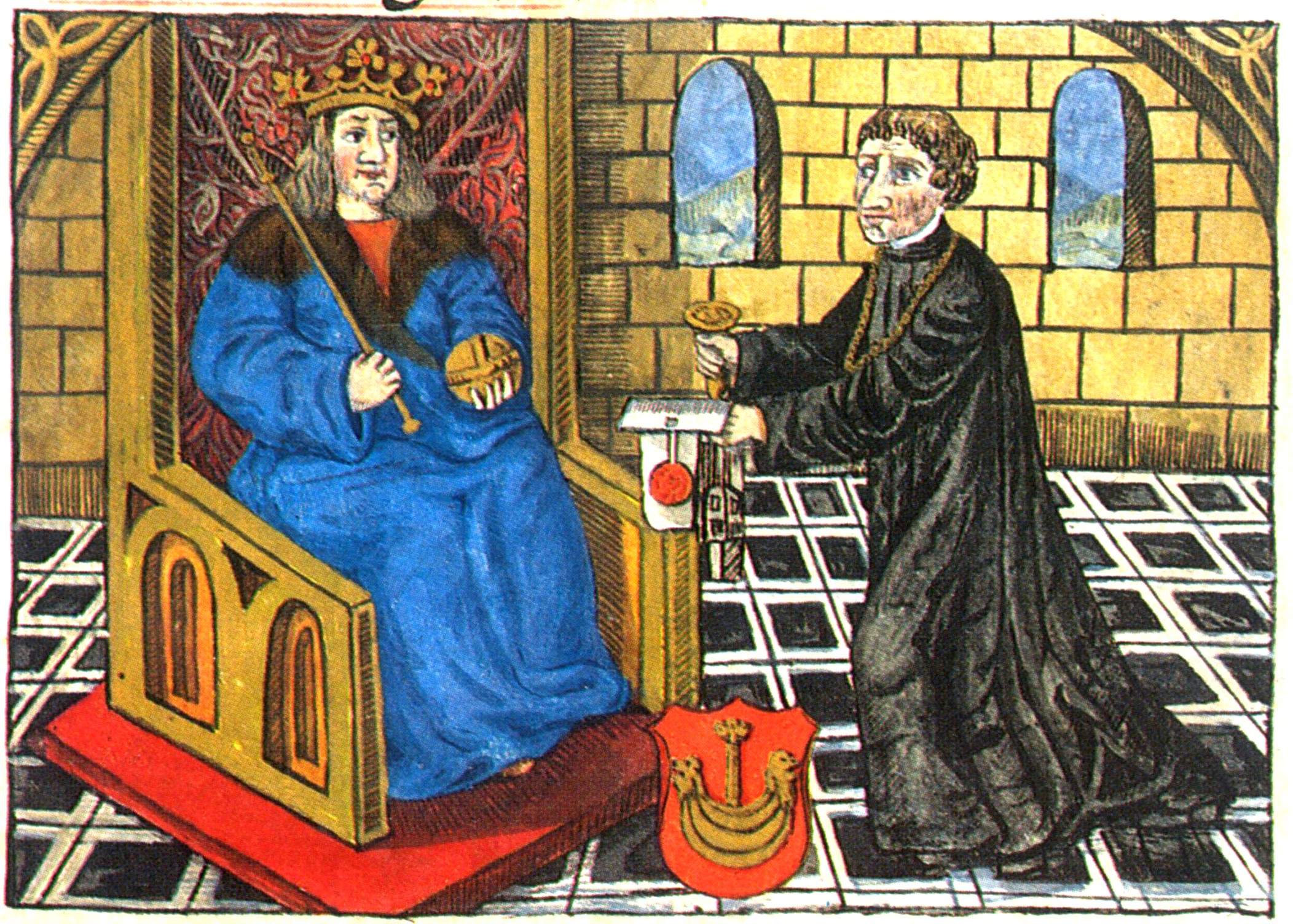
Король Александр Ягеллончик и канцлер Ян Лаский

Осенью 1503 года он вместе с венгерской делегацией принял участие в польско-молдавской пограничной встрече, созванной в Колачине. С 1505 года он начал получать за свою службу королевские награды. На сейме в Радоме (где он был депутатом от Сандомирского воеводства) он получил трёхлетнюю королевскую должность от Сехувского монастыря и подтверждение привилегий для своего города Камёнки. Осенью он снова принял участие в съезде Коло. В начале 1506 года король назначил его каштеляном малогощским, а в марте на Люблинском сейме он получил вместе со своим дядей Феликсом староство и тенута Хелма и тенута Грубешува. Этот сейм также назначил его членом делегации на следующий конгресс прусских сословий в Мальборке к великому магистру Фридриху, Фридриху III Мудрому, принцу Саксонскому, и Богуславу X Великому, принцу Померании.
После смерти короля польского Александра Ягеллончика Ян Бохотницкий поддержал избрание на польский престол его младшего брата Сигизмунда I Старого. В 1507 году он принял участие в краковском сейме, участвовал в коронации и гарантировал устав сейма. В 1508-1509 годах в качестве одного из комиссаров занимался разделом наследства после смерти каштеляна вислицкого Петра Шафранца. В августе 1509 года он был освобожден из военной экспедиции по болезни, а через год, вероятно, также из-за плохого здоровья подал в отставку с поста старосты хелмского в пользу своего родственника Викторина Сененского. В 1511 году он принял участие в Пётркувском сейме, гарантируя дарование Виской земли княгине Анне Мазовецкой и ее сыновьям, а также правопреемство в Мазовии. Член Петркувского сейма в 1512 году от Люблинского воеводства. В конце 1512 года Ян Бохотницкий стал каштеляном Новы-Сонча. Через несколько месяцев отдельным письмом он был вызван королём на июньский сейм в Радоме. В 1514 году он был назначен в комиссию по рассмотрению затяжных подольско-молдавских споров и вместе с Викторином Сененским организовать сбор в Люблинском крае (заменив воеводу Николая Фирлея). 17 октября 1515 года он принял на себя управление каштелянством вислицким.
В 1519 или в конце 1520 года Ян Олесницкий стал люблинским воеводой. На втором году он также принял участие в декабрьском Быдгощском сейме, где ему было поручено собирать подушный налог со сборщиков ужендувского повета. В 1521 году он рассмотрел спор между горожанами Люблина и евреями, а также отделил королевские Дзержковице от поместий Яна Тенчинского. На Краковском сейме в 1523 году он сложил печать на акте о Мазовецком феодальном владении. В начале 1524 года он отделил королевские имения в Ропчицах от деревни Станислава Тарновского. Осенью он гостил у царя во Львове. В 1528 году Люблинский сейм назначил его уполномоченным по разграничению земель Лукова, Люблина и земель Великого княжества Литовского. Год спустя Варшавский сейм избрал его посланником Люблинской и Луковской земель в Литву к королю. Ян Бохотницкий поддержал избрание принца Сигизмунда королем на Петркувском сейме в 1529 году, а 20 февраля 1530 года он принял участие в церемониях коронации vivente rege. Он также присутствовал на Краковском сейме в январе 1532 года, где получил еще одну рыночную привилегию для Камёнки.

## Наследие
Ян Бохотницкий умер в 1532 году. Его вдова основала на холме, прилегающем к замку в Бохотнице, каменную четырехстороннюю одноэтажную гробницу-мавзолей, архитектурно созданную по образцу часовни Сигизмунда на Вавеле. Многие годы здание считалось могилой Эстерки, пока исследования, заказанные Изабелой Чарторыйской, не показали, что это было место упокоения Яна Олесницкого-Бохотницкого (в склепе был найден гнилой гроб с останками и золотая печатка с гербом Дембно). Могила внесена в реестр памятников Люблинского воеводства под регистрационным номером Объект А/1111. С момента предоставления избирательных прав он остался на частном участке; настоящее время находится в руинах.
Часть имения Бохотницкого вместе с Олесницей унаследовали его двоюродные братья — сыновья Феликса из Пиньчува — а пятнадцать деревень Сандомирского воеводства и Камёнка с ее деревнями достались Бурнете, дочери его сестры Анны от брака с Сецей из Гродзца, жена Анджея Левицкого. Хранителями наследства Яна Бохотницкого были Петр Фирлей Домбровицкий (его преемник на посту люблинского воеводы) и познанский кастелян Анджей Гурский (он принял Бохотницу), который в 1543 году урегулировал вопрос приданого после смерти второй жены покойного с его братом Николаем Гербуртом Одновским, тогдашним каштеляном пшемысльским.